# Broadwell Brook
Der Broadwell Brook ist ein Wasserlauf in Oxfordshire, England. Er entsteht nördlich von Broughton Poggs und fließt in südöstlicher Richtung bis zu seiner Mündung in den Great Brook.